# Józef Maria Muro Sanmiguel
José María Muro Sanmiguel (ur. 1905 w Tarazonie, zm. 30 lipca 1936) – hiszpański dominikanin, męczennik i błogosławiony Kościoła katolickiego.

## Życiorys
Rozpoczął studia humanistyczne, filozoficzne i teologiczne w seminarium w San Gaudioso. Od 1928 roku był koadiutorem Villalengua i Novallas, a także regentem Purujosa. W 1934 roku przyjął habit dominikański w Calandzie. Po wybuchu wojny domowej w Hiszpanii został stracony przez rozstrzelanie wraz z Zozymem Izquierdo Gilem w czasie prześladowań.
Beatyfikowany przez papieża Jana Pawła II w grupie 233 męczenników 11 marca 2001 roku.